# ベトナム八月革命
ベトナム八月革命（ベトナムはちがつかくめい、ベトナム語：Cách mạng tháng Tám / 革命𣎃𠔭）は、1945年8月17日に始まった、ベトミンが総蜂起してベトナム帝国（阮朝）を倒した革命である。
この革命の結果、ベトナム民主共和国が成立したが、日本軍（枢軸国）に勝利したフランス軍（連合国）によるインドシナ再植民地化によって血みどろの抗争となり、第一次インドシナ戦争にもつれ込んだ。

## ベトミンの結成
フランスによる植民地支配からの解放を目指すインドシナ共産党は、第二次世界大戦勃発やフランスの対独降伏によって動揺するインドシナ植民地政府に対する人民蜂起を指導したが、いずれも失敗した。やがて、ヴィシー政権と結んだ日本軍の仏印進駐が行われた。インドシナ共産党は、日仏両国からの解放を目指した。
1941年2月、コミンテルンの指導を受けたホー・チ・ミン（胡志明）が中国経由で帰国すると、中越国境に近いカオバン省（高平省）の山中に基地を置き、直接ベトナム革命を指導することになった。ホー・チ・ミンはより広範な人民大衆を結集して反仏抗日民族統一戦線を樹立するために同年5月19日、ベトナム独立同盟、略称ベトミン（越盟）を結成した。
第二次世界大戦中ベトミンは重慶駐在のアメリカの情報機関OSSから武器援助を受けるなどしてゲリラ闘争を行い、山中に革命根拠地を拡大したが、平地の日仏軍には対抗すべくもなかった。
しかし1944年にはフランスのヴィシー政権は崩壊し、1945年になるとアジア・太平洋における日本の敗色も濃くなってきた。ベトナム駐留日本軍（第38軍）は3月9日、明号作戦を発動してフランス植民地軍を攻撃して武装解除し、インドシナ植民地政府を打倒した（仏印処理）。すると、フランスの庇護で生き延びた阮朝は、日本への恭順を宣言し、ベトナム帝国を樹立した。

## 総蜂起
原爆投下直後の1945年8月中旬、日本のポツダム宣言受諾は近いとの情報を得たホー・チ・ミンは、8月13日夜、総蜂起の指令を発した。8月14日には日本政府が降伏を予告し、8月17日には、ハノイ（河内）でチャン・チョン・キム（陳仲金）政府を擁護する集会がベトミンの扇動によって乗っ取られ、ベトナム完全独立を叫ぶ大衆デモに移り、革命は始まった。19日には、ハノイのベトミンは、保安隊や警察署など政府機関の接収に成功した。保安隊や警察も大勢を見て、ベトミン側に付く者が増えていった。既に降伏を命令されている日本軍は、ただ事態を傍観するばかりであった。
8月23日にはフエ、25日にはサイゴンでも人民蜂起によってベトミンが権力を奪取し、26日にはホー・チ・ミンがハノイに入った。そして8月30日、フエの保大帝（バオ・ダイ）は「退位勅書」を発して退位を宣言した。そして、日本政府がポツダム宣言に調印した9月2日に、ホー・チ・ミンはハノイ市内の大広場で大衆集会を開催し、ベトナム民主共和国の独立を宣言した。こうして、1945年9月2日に阮朝は崩壊した。
日本軍は自らの武器の引渡しは拒絶したが、フランス軍から没収した武器の引渡しには積極的に応じた。また、多くの日本軍将兵が軍を脱走してベトミンに参加、ベトナム人兵士への軍事訓練を行った。
9月3日以後も、フランスがまだ復帰していない権力の空白に乗じて革命を成就させたベトミンは、その後も着実に力を蓄えていく。

## 占領軍の進駐
1945年7月に開かれたポツダム会議でインドシナの処理は決まっていた。北緯16度線を境に北は国民革命軍、南はイギリス軍が進駐して約6万のインドシナ駐留日本軍を武装解除し、フランス軍に引き継ぐというものである。9月6日、英印軍を率いたクレーシー将軍の部隊がサイゴンに入城し、9日には慮漢将軍率いる中国軍がハノイに入城した。進駐軍は日本軍の収容所に入れられていたフランス軍を解放し、9月21日には英海軍艦艇に乗った最初のフランス軍部隊がサイゴンに上陸した。
フィリップ・ルクレール将軍率いるフランス軍は、まず南ベトナムの支配を固め、1946年始めイギリス軍部隊は撤退した。同年2月28日、フランスは重慶の国民政府と協議し、北ベトナムの中国軍は3月末までに撤退する、フランスは在華治外法権を撤廃し、上海仏租界や広州湾租借地を返還するとの合意に達した。

## 戦争の勃発
1946年3月6日、フランス政府はベトナム民主共和国を「フランス連合」の一員として認める合意（仏越協定）に達し、同年4月13日に軍令及び軍事に関する協定がハノイで行われた。この協定によりルクレール将軍指揮下のフランス軍部隊がハノイに入り、5月までにラオスにも兵力を配置した。フランス軍は全インドシナに復帰したのである。6月訪仏したホー・チ・ミンはフランス政府とも3・6協定を確認したが、ベトナム駐留のフランス軍との関係は日増しに悪化する一方だった。12月19日、ハノイのフランス軍はベトミン軍を攻撃、第一次インドシナ戦争が開始された。ベトミンは多くの犠牲を出しながらも辛うじてこの戦いに勝利するが、1954年のジュネーヴ協定によってベトナムの南北分断は固定された。また、フランス軍はインドシナから撤退したが、冷戦構造の中で今度はアメリカ合衆国政府が介入し、ベトナム戦争（第二次インドシナ戦争）に発展した。そして、南北が再統一されたのは、激しい戦争を経た1976年7月2日であった。この長い歴史過程を総称してベトナム革命ということもある。